# Dilip Mehta
Dilip baron Mehta (1949) is een Indiaas-Belgisch diamantair.

## Levensloop
Dilip Mehta kwam in 1973 vanuit India naar België om de Antwerpse tak van Rosy Blue uit te bouwen. Rosy Blue is het grootste Antwerpse diamantbedrijf en een van de grootste wereldwijd. In 2001 verwierf hij de Belgische nationaliteit en werd in 2006 opgenomen in de erfelijke adel met de persoonlijke titel baron. Hij was tot 2012 gedelegeerd bestuurder van de Antwerpse poot van Rosy Blue.
Hij was ook lid van de Hoge Raad voor Diamant, waarin hij een prominente rol speelde bij de crisis die het orgaan in 2005 meemaakte. Mehta en Rosy Blue betrokken bij de zaak-Monstrey, een van de grootste fraudezaken ooit in de Antwerpse diamantsector. In 2015 vroeg de aanklager twee jaar cel en een beroepsverbod van twee jaar tegen Mehta voor zijn rol in de diamantfraude. Zowel Mehta als Rosy Blue werden vrijgesproken. In 2021 dook zijn naam in de Pandora Papers op.
In 2006 waren verschillende politici, waaronder Vincent Van Quickenborne, te gast op het huwelijk van Mehta's zoon in Mumbai.